# Łostowice

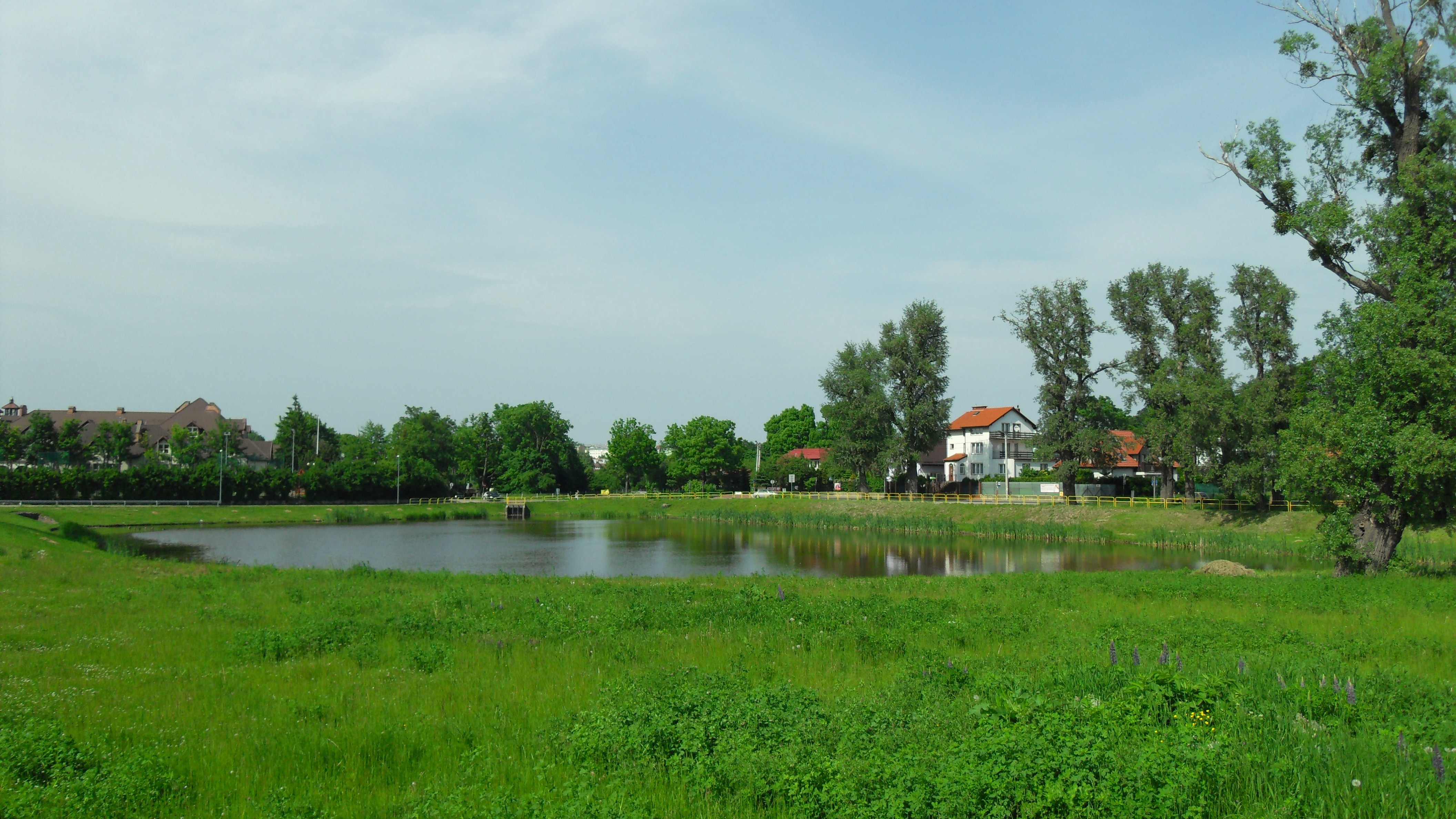
Łostowice, zbiornik retencyjny „Wielkopolska”

Łostowice (kaszb. Łostòwicé, niem. Schönfeld) – osiedle Gdańska, położone na terenie dzielnicy Ujeścisko-Łostowice, do 2010 wchodzące w skład dzielnicy Chełm i Gdańsk Południe.

## Historia
Dawne nazwy: Włostowice (1334); Schonevelt (1356); Schonefeld (1402); Schenvelth (1598); Schönfeld, Szynfeld (1628).
W 1356 Łostowice zostały nadane na prawie chełmińskim Rutgerowi von Ubechowi przez wielkiego mistrza zakonu krzyżackiego Winricha von Kniprode. W XV i XVI wieku wciąż były majątkiem rycerskim (m.in. w 1401 Stefana z Łostowic i jego brata Piotra z Dolaszewa, w 1452 Janka, w 1570 Czarlińskiego). Po śmierci Jacoba Fluggego, zarządcy majątku kościelnego kościoła NMPW, w latach 1478–80 3 łany ziemi otrzymał na swoje uposażenie ołtarz św. Anny w tym kościele. Prywatna wieś szlachecka położona była w drugiej połowie XVI wieku w powiecie gdańskim województwa pomorskiego. Od 1635 Łostowice były w posiadaniu gdańskiej rodziny mieszczańskiej Bauerów (Karl Ernst Bauer).
Po wojnach napoleońskich w 1817 na Górze Luizy (u zbiegu ul. Niepołomickiej i ul. Kampinoskiej) został postawiony krzyż-pomnik poległym w 1813 dziewięciu oficerom Landwehry. W XIX wieku Łostowice były samodzielną gminą wiejską.
Do 1954 roku miejscowość była siedzibą gminy Łostowice. W latach 1954–1972 wieś należała i była siedzibą władz gromady Łostowice. Łostowice zostały przyłączone do Gdańska w granice administracyjne miasta 1 stycznia 1973. Należą do okręgu historycznego Wyżyny.
Od początku 2000 roku tereny Łostowic są coraz chętniej zamieszkiwane za sprawą nowo budowanych bloków mieszkalnych i domów jednorodzinnych.
Na tzw. Górze Kozackiej (wzgl. Kozaczej Górze) została ustawiona stalowa wieża widokowa o wysokości 17 m (to jest 3 m ponad koroną drzew).

## Położenie
Łostowice graniczą:
- od północy: Ujeścisko, Zakoniczyn
- od wschodu: Orunia Górna
- od południa: Borkowo, Maćkowy
- od zachodu: Kowale (os. Świętokrzyskie), Kowale (wieś)

Wschodni kraniec Łostowic to zespół przyrodniczo-krajobrazowy Dolina Potoku Oruńskiego.

## Komunikacja

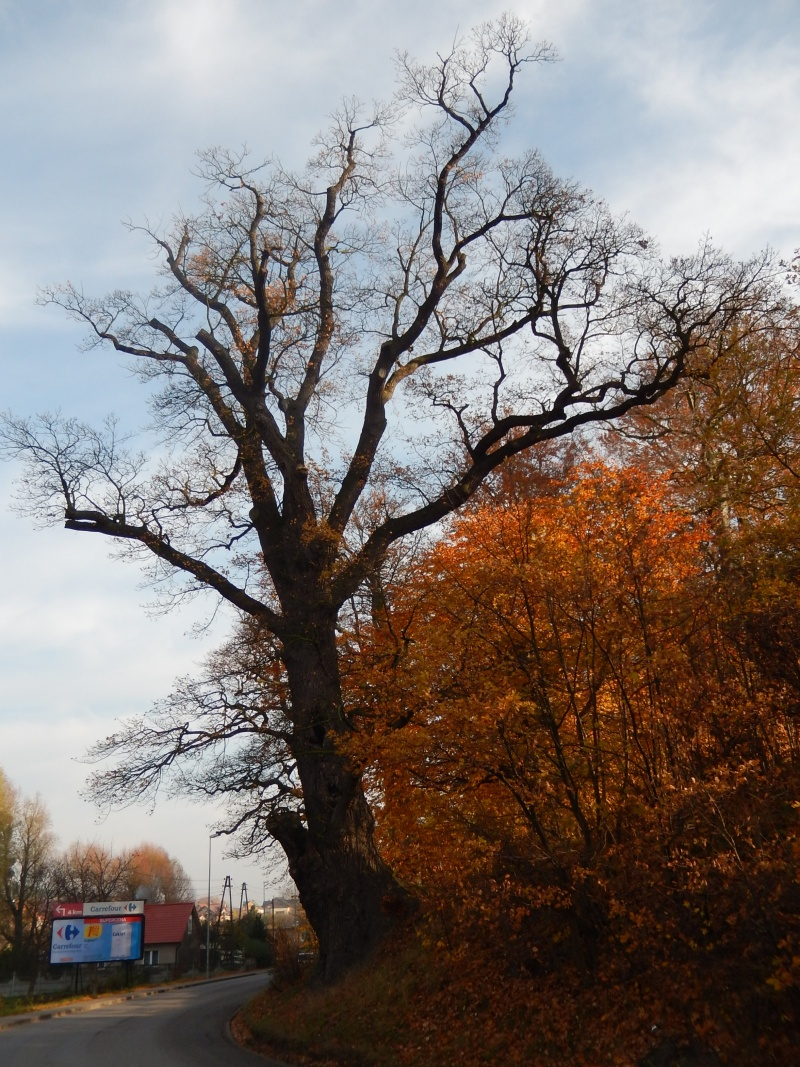
Dąb szypułkowy, pomnik przyrody przy ul. Niepołomickiej

Na skraju Łostowic 11 maja 2012 roku oddano do użytku pętlę tramwajową Łostowice Świętokrzyska wraz z węzłem przesiadkowym Park&Ride.
Przez Łostowice przebiega planowana trasa PKM Południe. W administracyjnych granicach dzielnicy mają znaleźć się trzy przystanki.